# Maart 1997
Dit artikel geeft een chronologisch overzicht van alle belangrijke gebeurtenissen per dag in de maand maart van het jaar 1997.

## Gebeurtenissen

### 1 maart
- De Mexicaanse regering wordt opnieuw in grote verlegenheid gebracht, dit keer door de ontsnapping van drugsbaron Humberto García, de broer van Golf-kartelleider Juan García Abrego, die in de VS een levenslange gevangenisstraf uitzit.
- De kritiek op trainer-coach Bobby Robson van FC Barcelona barst weer in alle hevigheid los na de 4-0 nederlaag tegen Tenerife. Een Spaanse sportkrant omschrijft de positie van de Engelsman als die van "een ter dood veroordeelde op de elektrische stoel".
- Gert-Jan Liefers (18) loopt in Sindelfingen een Nederlands jeugdrecord op de 1500 meter en haalt daarmee de seniorenlimiet voor het WK indoor in Parijs.

### 2 maart
- Het Albanese parlement kondigt de noodtoestand af. Zes weken van anti-regeringsdemonstraties monden uit in een volksopstand, waarbij meer dan tien doden vallen.
- Het rebellenleger van Laurent-Désiré Kabila zet de opmars in Oost-Zaïre onverdroten voort. Eenheden van de ADFL veroveren naar eigen zeggen Lubutu, Kindu en het vluchtelingenkamp Tingi Tingi.

### 3 maart
- De Iraakse leider Saddam Hussein begint voor een rechtbank in Parijs een proces tegen de journalist Jean Daniel van de Nouvel Observateur.
- De Albanese regering stelt een nieuws-black-out in in een poging de politieke chaos in het land meester te worden.
- Bij een treinongeluk even buiten Khanewal in Centraal-Pakistan komen meer dan 120 passagiers om het leven. Zeker 175 inzittenden raakten gewond, van wie er twintig ernstig aan toe zijn.
- Het Joegoslaviëtribunaal sommeert de minister van Defensie van Bosnië, Ante Jelavic, alle relevante stukken in het proces tegen de Bosnisch-Kroatische generaal Tihomir Blaskic ter beschikking te stellen.

### 4 maart
- President Bill Clinton waarschuwt dat wetenschappers in de Verenigde Staten niet moeten proberen "God te spelen" en heeft daarom de overheidsfinanciering van menselijke kloon-experimenten stopgezet.
- Grote politiekorpsen zoals die in Amsterdam en Rotterdam zeggen geen behoefte aan een aparte vermelding van de etnische afkomst bij de registratie van misdrijven.
- Zonder op noemenswaardige tegenstand te stuiten, neemt het rebellenleger van Laurent Kabila de stad Kabalo in de Oost-Zaïrese provincie Shaba in.
- Go Ahead Eagles ontslaat trainer Leo van Veen, omdat de spelersgroep geen vertrouwen meer zou hebben in de voormalige aanvaller. Assistent Jan van Staa neemt de taken voorlopig waar in Deventer.

### 5 maart
- ADO Den Haag hoeft niet meer te rekenen op een investering van tien miljoen gulden in de selectie. De ondernemers Ed Maas en Paul Schaling trekken hun geruchtmakende aanbod in.
- De regering van Zaïre in Kinshasa stemt in met het voorstel van de VN-afgezant voor het Grote Merengebied om te komen tot een staakt-het-vuren.
- De Turkse premier Necmettin Erbakan tekent onder zware druk van de legertop de lijst van twintig maatregelen ter beteugeling van het islamitisch activisme.
- De eerste militaire confrontatie tussen het Albanese leger en opstandelingen in het zuiden van Albanië eindigt met de terugtrekking van de regeringstroepen.

### 6 maart
- President Boris Jeltsin belooft na acht maanden ziekte "orde op zaken" te stellen in Rusland. Hij kondigt onder meer een grootscheeps offensief aan tegen de corruptie en de misdaad.
- Joke van Leeuwen wint met haar boek Iep! de Woutertje Pieterse Prijs 1997, de bekroning voor het beste literaire kinderboek.
- De rebellen van Laurent Kabila leggen de oproep van de Zaïrese regering naast zich neer om internationale waarnemers naar Oost-Zaïre te sturen.
- Het schilderij Tête de Femme van Pablo Picasso wordt gestolen uit een galerie in Londen. Een week later wordt het teruggevonden.

### 7 maart
- De Tupac Amaru-guerrillastrijders die in Lima al tachtig dagen 72 Japanse en Peruaanse VIP's gijzelen, schorten de onderhandelingen met de regering op.
- Het Russische lagerhuis, de Doema, stemt met grote meerderheid in met een amnestie voor Tsjetsjenen en Russen, die tussen 1994 en 1996 hebben gevochten in de Tsjetsjeense afscheidingsoorlog.
- Istanboel, Lille, Rio de Janeiro, Sint-Petersburg, San Juan en Sevilla vallen af als organisator van de Olympische Zomerspelen 2004.

### 8 maart
- De Zaïrese rebellenleider Laurent Kabila is bereid een staakt-het-vuren overeen te komen met het regeringsleger. Dat maakte de Nederlandse minister Jan Pronk voor Ontwikkelingssamenwerking bekend in de Rwandese hoofdstad Kigali, nadat hij eerder op de dag in de door de rebellen gecontroleerde Oost-Zaïrese stad Goma een onderhoud had met Kabila.
- De Chinees Li Jiajun verbetert bij wedstrijden in eigen land het wereldrecord shorttrack op de kilometer. Bij de vrouwen doet zijn landgenote Wang Chunlu hetzelfde.
- Italië wil geen Albanese vluchtelingen meer opnemen. Ondanks de chaos in Albanië zijn alleen immigranten welkom die de vereiste papieren hebben.
- De Indonesische vakbondsleider Muchtar Pakpahan, die terechtstaat op beschuldiging van staatsondermijnende activiteiten, wordt van de Cipinang-gevangenis in Jakarta overgebracht naar het Cikini-ziekenhuis.
- Marco Gielen wint de 20 van Alphen. De atleet uit Belfeld legt de 20 kilometer af in 58 minuten en 56 seconden.

### 9 maart
- President Sali Berisha en de leiders van alle politieke partijen van Albanië sluiten een akkoord over de vorming van een regering van nationale eenheid, die voor juni nieuwe verkiezingen zal houden.
- De Amerikaanse gangstarapper Notorious B.I.G. wordt in de nacht van zaterdag op zondag vanuit een voorbijrijdende auto doodgeschoten in een parkeergarage in Los Angeles.
- De Staat der Nederlanden begint een juridische procedure tegen misdaadjournalist Peter R. de Vries. De tv-uitzendingen waarin hij gebruikmaakte van informatie uit gestolen laptops van het Landelijk Rechercheteam (LRT), hebben volgens de staat "het staatsbelang ernstig geschaad".
- Een Noorse duiker vindt voor de kust van Ecuador een schat die miljarden guldens waard is. De buit, die bestaat uit goud, zilver en juwelen, is de grootste die ooit gevonden.
- De negen wedstrijden van vrijdag, zaterdag en zondag in de eredivisie trekken in totaal 146.980 toeschouwers. Dat nieuwe seizoenrecord is het hoogste aantal toeschouwers in de eredivisie in bijna 24 jaar.

### 10 maart
- Ondanks concessies van president Sali Berisha breidt de opstand in het zuiden van Albanië zich uit. De stad Berat komt zonder gevecht in handen van de rebellen, die meteen een nabijgelegen wapenfabriek en een luchtmachtbasis plunderen.
- De ziekenhuizen dreigen met harde acties als het kabinet blijft weigeren een bezuiniging van enkele honderden miljoen guldens te schrappen.
- Bij de gedragscodecommissie van de KNVB wordt een klacht gedeponeerd over uitlatingen van Feyenoord-trainer Arie Haan aan het adres van arbiter Dick Jol.
- Drie wielerprofs krijgen een startverbod voor de tweede etappe van Parijs-Nice. Na de bloedcontrole blijkt de hematocrietwaarde, de dikte van het bloed, boven de grens van vijftig procent te zijn bij de Fransman Erwann Menthéour en de Italianen Mauro Santaromita en Luca Colombo.

### 11 maart
- De Eerste Kamer stemt toch in met de omstreden wet die burgemeesters de mogelijkheid moet geven panden te sluiten waarvan de bewoners veel overlast veroorzaken.
- Ondanks hardnekkig verzet van Frankrijk bereikt de Europese ministerraad van Transport toch een politiek akkoord over een uniforme zomertijd voor de komende vier jaar.
- De Eerste Kamer kiest VVD-senator Frits Korthals Altes tot haar nieuwe voorzitter gekozen. Van de 68 uitgebrachte stemmen krijgt hij er 55.
- Terwijl de anarchie in Albanië ook in het noorden van het land aan de orde is, gaat de opmars van de rebellen in het zuiden onverminderd door.
- Een werknemer van Indiase afkomst dreigt te worden ontslagen bij het Barbizon Hotel in Hoofddorp, omdat hij op zijn werk verschijnt met een tulband.

### 12 maart
- De vakbonden roepen de werknemers van Renault in Frankrijk op donderdag 13 maart het werk neer te leggen naar aanleiding van de officiële mededeling over het verdwijnen van ruim 2700 banen in Frankrijk.
- In het centrum van Den Haag botsen twee trams op elkaar. Tien gewonden worden overgebracht naar ziekenhuizen in de stad.
- Het bestuur van Standard Luik benoemt Aad de Mos als trainer voor het seizoen 1997/98. De 50-jarige Hagenaar tekent een contract voor twee jaar.
- Grand Hotel Krasnapolsky neemt het Utrechtse stadskasteel Oudaen over.
- Het Noord Nederlands Orkest benoemt Viktor Liberman tot chef-dirigent. De 66-jarige Liberman volgt de Duitser Hans Drewanz op, wiens betrekkingen met het orkest zijn bekoeld.

### 13 maart
- Bondskanselier Helmut Kohl van Duitsland beschouwt de crisis in Albanië als een 'binnenlands probleem' en voelt daarom niets voor militair ingrijpen.
- Sister Nirmala wordt gekozen om Moeder Teresa op te volgen.
- Een Jordaanse militair schiet vanaf een wachttoren aan de grens zeven Israëlische schoolmeisjes dood.
- In Phoenix, Arizona (VS) worden onverklaarbare lichten boven de stad waargenomen door minstens honderden getuigen. Deze massale ufo-waarneming is een van de meest spectaculaire en onverklaarbare in zijn soort.
- De Algemene Vergadering van de VN neemt met overgrote meerderheid een resolutie aan waarin Israël wordt opgeroepen af te zien van de bouw van een joodse wijk in het Arabische Oost-Jeruzalem.

### 14 maart
- Enkele dagen voor de top met president Bill Clinton in Helsinki laat de Russische president Boris Jeltsin weten dat Moskou onder geen beding akkoord zal gaan met de opname van de Baltische landen in de NAVO.
- De fraude bij het filiaal van Crédit Lyonnais Belgium in Gent is aanzienlijk groter dan aanvankelijk werd aangenomen. De directie maakt bekend dat de bank voor 3,5 miljard frank, bijna 200 miljoen gulden, is opgelicht.
- Het kabinet stelt vijf regionale toetsingscommissies in die moeten beoordelen of artsen in gevallen van euthanasie zorgvuldig hebben gehandeld. Daarnaast komt er een landelijke commissie voor de toetsing van levensbeëindiging bij wilsonbekwamen.
- Hillary Lindh stopt met skiën. De Amerikaanse wereldkampioene afdaling kan niet meer de motivatie opbrengen nog een jaar door te gaan.

### 15 maart
- De varkenspest breidt zich uit naar Gelderland, waar twee nieuwe gevallen zijn geconstateerd waarvan één buiten de tot nu toe getroffen gebieden in Noord-Brabant.
- Moeiteloos veroveren de rebellen van Laurent Kabila Zaïre's cruciale derde stad, Kisangani.

### 16 maart
- Het marinefregat Karel Doorman komt in actie in de Albanese crisis. Nederlandse mariniers helpen Turkse militairen bij de evacuatie van 150 Turken van het strand bij de Albanese havenstad Durrës.
- De Nederlandse schrijvers A.F.Th. van der Heijden, Elsbeth Etty en Joke van Leeuwen winnen de Gouden Uil 1997.
- De Zaïrese president Mobutu Sese Seko wordt opgenomen in een ziekenhuis in Monaco vanwege prostaatkanker.

### 17 maart
- Bij een aanslag op een café in de Brusselse deelgemeente Molenbeek vallen vier doden.
- Als eerste stad in Nederland gaat Wageningen internet via de tv-kabel toegankelijk maken. De gemeenteraad gaat unaniem akkoord met een overeenkomst met de Nederlandse Kabelexploitatie Maatschappij (NKM), die in Wageningen de doorgifte van kabeltelevisie verzorgt.
- Het Joegoslaviëtribunaal hoort voor het eerst een vrouw die het slachtoffer is geworden van verkrachting.
- Bij bomaanslagen in de Algerijnse hoofdstad Algiers vallen zeven doden en zeker vijftig mensen raken gewond.
- Onder druk van de Mexicaanse regering ziet de Europese Unie af van het voornemen ruim 800 duizend gulden hulp te geven aan een mensenrechtenorganisatie die de afgelopen jaren de regeringspartij PRI heeft beschuldigd van stelselmatige verkiezingsfraude.
- Bertus K., handlanger van Johan V. alias 'de Hakkelaar', trekt zijn hoger beroep in tegen het vorige maand uitgesproken vonnis van de rechtbank in Amsterdam.

### 18 maart
- De Zaïrese rebellenleider Laurent-Désiré Kabila kondigt een beperkt, eenzijdig staakt-het-vuren af. Het gaat om een gebied van twintig kilometer rond Kisangani, de stad die de rebellen eerder innamen.
- De Nederlandse politie verricht zeven nieuwe aanhoudingen in een onderzoek naar een Pakistaans-Nederlandse drugsbende, die zich volgens justitie heeft beziggehouden met "megatransporten hasj over de wereldzeeën".
- Het college van bestuur van de Universiteit van Utrecht maakt de forse salarisverhoging die het zichzelf had toegekend met terugwerkende kracht ongedaan.
- Voor de eerste keer in 27 jaar plaatst Schalke 04 zich voor de halve finales van een Europees bekertoernooi.

### 19 maart
- Bij een explosie in een munitiedepot in de oostelijke Afghaanse stad Jalalabad komen zeker zestien mensen om het leven en ruim tweehonderd anderen raken gewond.
- De Tweede Kamer brengt Drenthe op 1 januari 1998 terug van 34 naar twaalf gemeenten. Provinciale Staten en het kabinet hadden een herindeling naar elf gemeenten voorgesteld.
- Papoea-Nieuw-Guinea zegt het contract op met buitenlandse huurlingen die de rebellie op het eiland Bougainville zouden helpen neerslaan.
- Stan Paardekoper wordt de nieuwe algemeen directeur van het Noordhollands Philharmonisch Orkest (NPO). Hij volgt daar Casper Vogel op die 1 april vertrekt.
- HFC Haarlem ontslaat trainer Ben Hendriks. Hij wordt vervangen door assistent Henny Lee.

### 20 maart
- China pakt zes mensen op in verband met de rellen in de onrustige provincie Xinjiang. Als de zes schuldig worden bevonden kunnen ze de doodstraf krijgen.
- Uit onderzoek van condoomfabrikant Durex blijkt dat Belgen van alle inwoners van Europa het minst vaak condooms te gebruiken.
- De voormalige Spaanse superbankier Mario Conde wordt door een rechtbank in Madrid tot zes jaar gevangenisstraf veroordeeld. Conde wordt schuldig bevonden aan het "kwijtmaken" van 600 miljoen peseta (ruim acht miljoen gulden), die toebehoorden aan Banesto, de bank waarvan hij president was.
- Elvis Stojko wordt in Lausanne voor de derde keer in zijn carrière wereldkampioen kunstrijden. De 23-jarige Canadees rijdt een betere kür dan titelverdediger Todd Eldredge en blijft de Amerikaan daardoor voor.

### 21 maart
- De provincie Utrecht krijgt voorlopig geen regionale televisie. Een plan van uitgever Wegener Arcade, Stadsomroep Utrecht en de ROSU, de regionale omroepstichting, wordt ingetrokken, omdat het provinciebestuur er onvoldoende geld voor wil vrijmaken.
- Australië brengt zijn troepen in staat van paraatheid voor het geval de crisis in Papoea-Nieuw-Guinea uit de hand loopt.
- De UEFA stelt een onderzoek in naar de politieke stellingname van de Liverpool-voetballers Steve McManaman en Robbie Fowler in het duel met SK Brann Bergen. Fowler maakte twee doelpunten in de met 3-0 gewonnen wedstrijd in de kwartfinale van de Europa Cup II. Na zijn tweede doelpunt tilde hij zijn shirt op, waaronder hij een T-shirt droeg met de tekst: 'Steun de 500 ontslagen dokwerkers.' McManaman gaf toe dat hij het shirt aan Fowler had gegeven en het zelf ook droeg.

### 22 maart
- In Italië gaan zo'n 350 à 400 duizend mensen de straat op om te demonstreren tegen het gebrek aan werk.
- Rusland is bereid lid te worden van de Europese Unie. President Boris Jeltsin verklaart dit in Helsinki na een onderhoud met de Finse president Martti Ahtisaari.
- Een politieman te paard treft de ledematen van drie vrouwen aan in acht vuilnis- en warenhuiszakken onder een spoorwegbrug in het Waalse dorp Cuesmes, nabij Mons.
- Hans van Mierlo is naar eigen zeggen niet meer beschikbaar als lijsttrekker voor zijn partij D66.

### 23 maart
- In de buurt van Beverwijk vindt een afgesproken treffen plaats van aanhangers van Feyenoord en AFC Ajax. De Ajax-fan Carlo Picornie wordt doodgeslagen.
- De Indonesische politie houdt 48 jongeren aan na een gewelddadig protest bij een hotel in de Oost-Timorese hoofdstad Dili, waar een gezant van de Verenigde Naties verblijft.
- De zieke Zaïrese president Mobutu Sese Seko verschijnt in het openbaar in zijn verblijf even buiten de hoofdstad Kinshasa. "Ik ben teruggekeerd niet om mij te wijden aan Mobutu's belangen of Mobutu's fortuin, zoals u soms schrijft, maar voor het hoger belang van Zaïre", zo verklaart hij.
- Bij het eerste WK wintertriatlon eindigt de Nederlandse Katinka Wiltenburg als derde in het Italiaanse Mals.
- Met de Italiaan Graziano Calvaresi krijgt de City-Pier-City-loop voor het eerst sinds 1992 een niet-Keniaanse winnaar bij de mannen.

### 24 maart
- De Verenigde Staten protesteren bij de Wit-Russische regering tegen de uitwijzing van de eerste secretaris van hun ambassade in Minsk.
- Het Australische parlement draait de eerste en enige euthanasiewet ter wereld terug. Na een verhit debat van vijftien uur maakt de Senaat met 38 tegen 33 stemmen een einde aan de baanbrekende wet van de deelstaat Northern Territory.
- In Heerenveen wordt begonnen met de verplaatsing van een bos van 138 eiken. De dertig jaar oude bomen worden vanwege de verdubbeling van rijksweg 32 op het traject Heerenveen-Zwolle verhuisd naar het bosrijke Oranjewoud.
- De achttien eredivisieclubs besluiten in Amsterdam tot de oprichting van een Eredivisie NV. De nieuwe onderneming, waarin elke club een aandeel krijgt, streeft een nieuwe competitieopzet in het betaald voetbal na en wil zich financieel volledig losmaken van de eerste divisie.

### 25 maart
- Het bestuur van het CDA kiest tijdens een spoedbijeenkomst in Utrecht de katholiek Jaap de Hoop Scheffer (48) als lijsttrekker voor de Tweede Kamerverkiezingen 1998.
- Duizenden zieke en uitgeputte Rwandese Hutu-vluchtelingen staken hun vlucht door Oost-Zaïre en keren terug naar Kisangani. Zeven kilometer van de stad, die in handen is van de rebellen van Laurent Kabila, bivakkeren 17 duizend vluchtelingen die hebben gevraagd om alsnog naar Rwanda te mogen terugkeren.
- Premier Julian Chan van Papoea-Nieuw-Guinea, die zwaar onder druk staat omdat hij een inmiddels ontbonden legertje buitenlandse huurlingen wilde inzetten tegen de opstandelingen op het eiland Bougainville, overleeft een motie van wantrouwen.
- PSV-verdediger Stan Valckx meldt bondscoach Guus Hiddink dat hij niet langer beschikbaar is voor het Nederlands voetbalelftal.

### 26 maart
- De Kerncentrale Dodewaard wordt buiten bedrijf gesteld.
- Na onderzoek blijkt de goudmijn van Bre-X Minerals in Indonesië waardeloos te zijn. Het schandaal leidt tot het faillissement van het bedrijf en een rechtszaak voor aandelenfraude in Canada.
- Twee bomontploffingen bij het treinstation van Wilmslow, ten zuiden van Manchester, voeden in Groot-Brittannië de vrees dat de IRA in de aanloop naar de verkiezingen een nieuw geweldsoffensief zal ontketenen.
- Zaïrese rebellen wijzen het voorstel van president Mobutu Sese Seko's partij om tot een machtsdeling te komen verontwaardigd van de hand.

### 27 maart
- De politie houdt negen Twentenaren aan op verdenking van vrouwenhandel. Ze zouden een groot aantal vrouwen met vooral de Nederlandse nationaliteit hebben verkocht aan Duitse en Nederlandse privéclubs.
- De Zaïrese rebellen en de regering van president Mobutu Sese Seko gaan met elkaar in gesprek, kondigt een woordvoerder van de beweging van Laurent Kabila aan in de Togolese hoofdstad Lomé.
- De tuchtcommissie van de UEFA schorst de voormalige Zwitserse topscheidsrechter Kurt Röthlisberger voor het leven. Volgens een verklaring van de bond heeft de ex-arbiter toegegeven dat hij bij de wedstrijd Grasshoppers-Auxerre, op 30 oktober 1996 in de UEFA Champions League, heeft geprobeerd de thuisploeg geld afhandig te maken.
- Het kabinet ziet af van een stadsprovincie in Eindhoven en geeft de voorkeur aan een fusiegolf van Brabantse gemeenten.
- Honderdduizenden mensen gaan in Rusland de straat op om tegen het regeringsbeleid te protesteren, maar de opkomst blijft ver achter bij de verwachtingen van de vakbonden en de oppositie.

### 28 maart
- Een Albanees schip met vluchtelingen vergaat in het Kanaal van Otranto na een aanvaring met de Italiaanse kustwacht. Tachtig mensen komen om.
- Rijkswachters en betogende arbeiders van het failliete Waalse staalbedrijf Forges de Clabecq gaan elkaar te lijf op de E19-snelweg ten zuiden van Brussel.
- Zaïrese rebellen maken de verovering bekend van opnieuw een belangrijke stad, Kasenga, op de grens met Zambia in de mijnbouwprovincie Shaba.
- De rechter-commissaris in Haarlem stelt twee verdachten in bewaring vanwege hun betrokkenheid bij de supportersrellen in Beverwijk.
- In de Guatemala-Stad begint de vierde editie van de UNCAF Nations Cup, het voetbalkampioenschap van Midden-Amerika.

### 29 maart
- Het Nederlands voetbalelftal is in de Amsterdam Arena met 4-0 te sterk voor San Marino. Patrick Kluivert, Frank de Boer (2) en Pierre van Hooijdonk scoren voor de ploeg van bondscoach Guus Hiddink in het WK-kwalificatieduel.

### 30 maart
- Een dag nadat meer dan vijftigduizend betogers in Straatsburg demonstreerden tegen het Front National wordt Jean-Marie Le Pen herkozen als leider van deze ultrarechtse partij in Frankrijk.
- Scheidsrechter Kurt Röthlisberger gaat in beroep tegen de levenslange schorsing. De Zwitser is door de Europese voetbalbond (UEFA) bestraft wegens een vermeende poging tot omkoping.

### 31 maart
- De centrumlinkse regering van de Indiase premier Deve Gowda wankelt, nu de Congrespartij weigert hem nog langer gedoogsteun te geven.
- Wielrenster Leontien van Moorsel pakt na drie jaar de draad weer op met winst in het criterium van Breezand.
- Bij een treinongeluk in Spanje vallen zeker 26 doden en 60 gewonden. De trein was met 280 vakantiegangers op weg van Barcelona naar Irun in Baskenland.
- Bij een brand in een flatgebouw in de Duitse stad Krefeld komen drie leden van een Turkse familie om.
- De twee rivaliserende co-premiers van Cambodja proberen een gewelddadige politieke crisis in hun land te voorkomen, nadat een dag eerder bij een aanslag in Phnom Penh zeker zestien mensen om het leven zijn gekomen.
- Martina Hingis lost Steffi Graf na achttien weken af als de nummer één op de wereldranglijst der proftennissters. De Zwitserse moet die positie op haar beurt na tachtig weken afstaan aan haar Amerikaanse collega Lindsay Davenport.

← · januari · februari · maart · april · mei · juni · juli · augustus · september · oktober · november · december ·  →